# La guerra dels mons (ràdio)
«La guerra dels mons» («The War of the Worlds» en anglès) fou un episodi de la sèrie antològica teatral radiofònica estatunidenca The Mercury Theatre on the Air dirigida i narrada per l'actor i futur cineasta Orson Welles com una adaptació de la novel·la d'H.G. Wells, La guerra dels mons (1898). Va ser actuada i retransmesa en viu com un episodi de Halloween a les 8 del vespre del diumenge 30 d'octubre de 1938 per la xarxa radiofònica Columbia Broadcasting System. L'episodi va esdevenir famós per causar pànic entre la seva audiència, però l'escala d'aquell pànic és dubtosa, ja que el programa va tenir relativament pocs oients.
El programa, d'una hora de durada, va començar amb la música del tema principal del Mercury Theatre on the Air i un missatge anunciant que aquell espectacle era una adaptació de La guerra dels mons. El va seguir un pròleg llegit per Orson Welles clarament basat en l'obertura de la novel·la de H.G. Wells. La mitja hora pròxima de l'emissió va ser presentada com un vespre típic de programació radiofònica que va ser interrompuda per una sèrie de butlletins de notícies. Els primers butlletins interrompen un programa de música de ball i descriuen una sèrie d'explosions estranyes observades a Mart. Això és seguit per un informe aparentment no relacionat d'un objecte inusual que cau en una granja de Grover's Mill (Nova Jersey). Un altre breu interludi musical és interromput per un informe en directe des de Grover's Mill, on oficials de la policia i una multitud de curiosos han envoltat l'objecte cilíndric estrany. La situació escala ràpidament quan emergeixen Marcians del cilindre i ataquen utilitzant raigs de calor, tallant abruptament el reporter alarmat a l'escena. Això és seguit per una ràpida sèrie de notícies cada cop més alarmants que actualitzen la informació sobre la invasió alienígena devastadora que té lloc arreu del món. Aquesta porció de l'espectacle arriba al clímax amb un altre informe en viu que descriu unes immenses màquines marcianes de guerra que alliberen núvols de fum verinós a la ciutat de Nova York, després del qual el programa pren la seva primera pausa. Durant la segona meitat de l'espectacle, el programa canvia cap a un format de teatre radiofònic més convencional, i segueix un supervivent que tracta les seqüeles de la invasió i l'ocupació marciana de la Terra. Igual que en la novel·la original, la història acaba amb la descoberta que els marcians han estat derrotats per microbis en comptes de pels humans.
La il·lusió de realisme era potenciada perquè el Mercury Theatre on the Air era un espectacle sense interrupcions comercials, i el primer descans en el programa va venir gairebé 30 minuts després de la introducció. La llegenda popular sosté que part de l'audiència radiofònica podria haver estat escoltant The Chase and Sanborn Hour amb Edgar Bergen i connectar-se a «La guerra dels mons» durant un interludi musical, perdent-se així la introducció clara que l'espectacle era ficció; tanmateix, la recerca contemporània suggereix que això va passar només en casos rars.:67–69
Durant els dies següents a l'adaptació, l'ultratge estès va ser expressat en els mitjans de comunicació. El butlletí de notícies del programa va ser descrit com enganyós per alguns diaris i figures públiques, dirigint a una protesta contra els radioemissors i demanant una regulació per la Comissió de Comunicacions Federal. No obstant això, l'episodi va assegurar la fama de Welles com a dramaturg.

## Antecedents

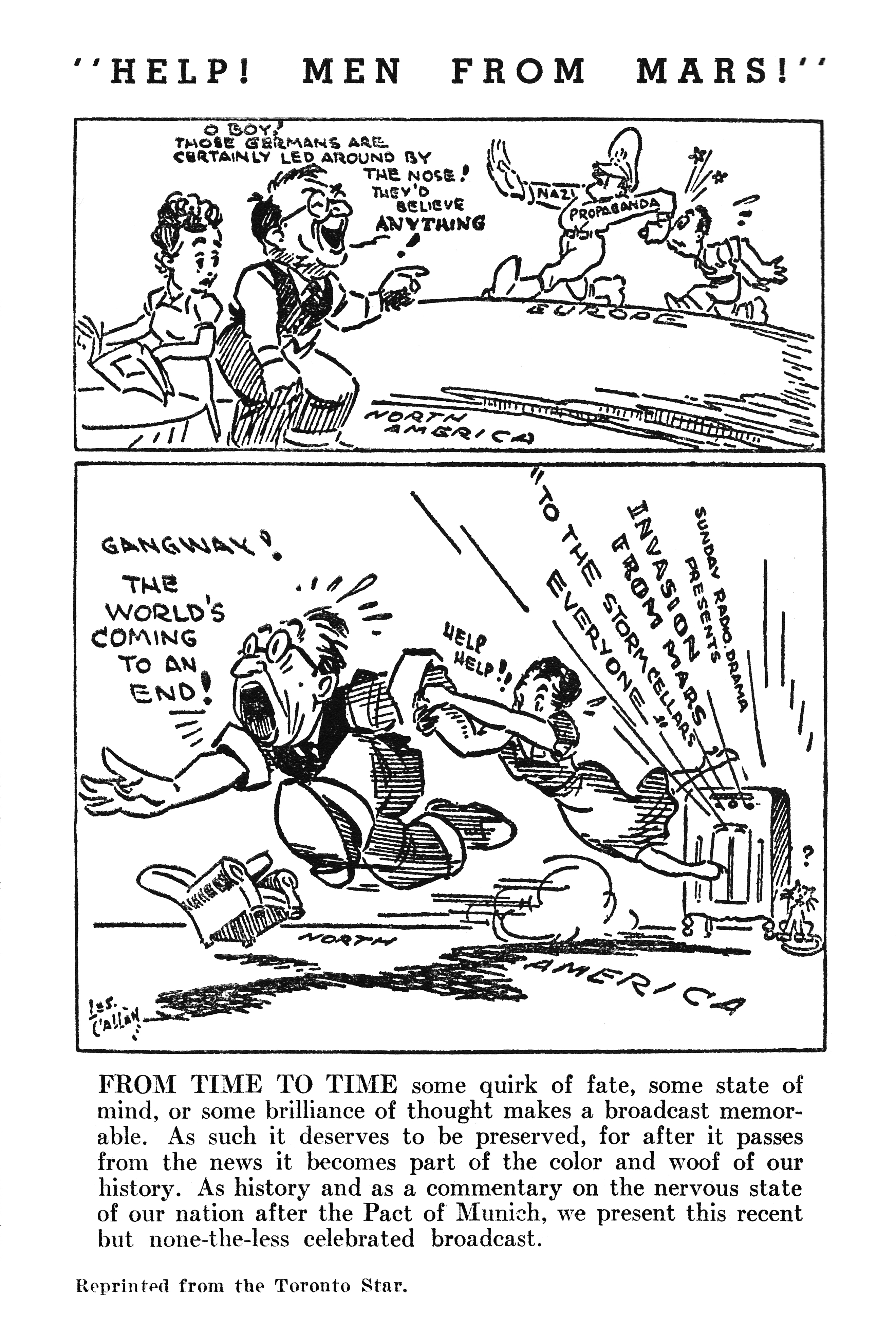
La Ràdio Digest va reimprimir la vinyeta del diari canadenc Toronto Star al febrer de 1939 on, «La guerra dels mons», era "com un avís de l'estat nerviós de la nostra nació després del Pacte de Múnic".

A la tardor de 1938, als Estats Units els mitjans de comunicació parlaven de la constant amenaça del nazisme en auge a Europa. A l'octubre, després de l'acord de Múnic, Alemanya invaeix militarment els Sudets. La societat estatunidenca començava a recuperar-se de la crisi econòmica causada per la gran depressió. La televisió encara es trobava en fase experimental, però la ràdio era el mitjà de transmissió mitjançant ones més popular, amb programes de comèdia, drames o actualitat.
El jove Orson Welles havia aconseguit cert prestigi interpretant algunes peces clàssiques com Els Miserables a la ràdio. El juliol de 1938, la xarxa d'emissores Columbia Broadcasting System (CBS) li va oferir fer un programa setmanal a la cadena dramatitzant més obres. D'aquesta manera, juntament amb el guionista Howard Koch, qui escriuria més tard el guió de la pel·lícula Casablanca (1942), adaptava novel·les clàssiques per a la ràdio com Dràcula, L'Illa del Tresor, Juli Cèsar o El Comte de Montecristo i Welles les interpretava. El diumenge anterior a l'emissió de «La guerra dels mons», es va interpretar La volta al món en 80 dies.
El grup de Welles, Koch i altres col·laboradors, amb qui formaven The Mercury Theatre, va decidir adaptar la novel·la La guerra dels mons de Welles. Originalment se situava a l'Anglaterra victoriana, però es va traslladar als Estats Units el 1938, concretament a Nova Jersey, al petit poble de Grover's Mill, el quan pertanyia al municipi de West Windsor. La novel·la original era una crítica a la societat conservadora britànica i com aquesta volia expandir l'imperi britànic de qualsevol manera.
Welles tenia vint-i-tres anys en el moment de l'emissió, i els dies previs a la dramatització creia que els habituals oients de les seves actuacions setmanals trobarien avorrida una història tan poc probable.

## Adaptacions posteriors

### La tragèdia de Ràdio Quito
El dissabte 12 de febrer de 1949 en la ciutat de Quito, a l'Equador, es va dur a terme una adaptació similar a Welles, a Ràdio Quito.
Els primers dies de febrer, a la revista equatoriana "El Comercio", va publicar diverses notes breus on informava d'estranyes aparicions en el cel de Quito. El periòdic també era propietari de la Ràdio de Quito, tots dos tenien la seu en el mateix edifici del centre de la ciutat. La idea va sorgir del director Leonardo Páez, junt amb l'expert en radionovel·les Eduardo Alzaraz (nom artístic d'Alfredo Vergara Morales).
Un locutor va interrompre la transmissió d'un nombre musical en directe del Dúo Benítez-Valencia per informar sobre un objecte volador desconegut sobre les Illes Galápagos i, més tard, que un plat volador havia caigut als afores de la ciutat, a Cotocollao, la qual en aquells temps era una parròquia rural. Els actors del radioteatre parlaven mitjançant un got per distorsionar la veu, s'escoltaven suposades ordres militars de fons, i suposats missatges provinents d'altres emissores advertien del perill d'un núvol de gas tòxic que s'aproximava.
La transmissió no va durar més de vint minuts, fins que la gent va descobrir la veritat. Es va produir una gran preocupació popular; primer van llençar pedres i maons contra l'edifici de la seu de la ràdio, després benzina i foc. Els olis de la impremta de l'editorial, sumats amb el paper, van fer que l'incendi prengués forces ràpidament. La policia, veient que es tractava d'una burla, no va ajudar als artistes i altres membres de l'edifici, els quals van intentar resguardar-se saltant del sostre d'un edifici a l'altre.
Cinc persones van morir cremades. Els perjudicis es van valorar en vuit milions de sucres (antiga moneda de l'Equador). A més, diverses persones es van suïcidar a causa de l'escàndol ocasionat. El fet va ser publicat pel periòdic després de la tragèdia.
Ràdio Quito va estar fora de les cadenes durant dos anys, i no va tornar a transmetre fins al 30 d'abril del 1951.

### Altres adaptacions
Molts anys després, el 1988 i amb motiu del 60é aniversari de la històrica transmissió de «La guerra dels mons», dues emissores de ràdio, una a Portugal i l'altra a Mèxic, van simular a Orson Welles transmetent de nou una versió contemporània. Aquesta transmissió va tenir els mateixos resultats entre ens espectadors, seixanta anys després de l'original.
A Mèxic, l'emissora de ràdio XEART, el senyal 152 a l'estat central de Morelos, va transmetre una de les versions, produïda i adaptada pel divulgador científic mexicà Andrés Eloy Martínez Rojas, amb un gran éxito com a resultar. El govern de Mèxic, davant els rumors generats, va realitzar una cerca exhaustiva de les restes d'un suposat meteorit.
L'escriptor Arthur C. Clarke, en el seu llibre 2001: Una odisea en el espacio (1966), assegurava que per l'any 2001 haurien finalitzat dues versions més de la història.
La sèrie animada de Nickelodeon, Hey Arnold va emetre l'any 1997 un episodi de nit de bruixes basat en un esdeveniment de 1938, on, a tall de broma de Halloween, els protagonistes Arnold i Gerald connectaven un micròfon a la ràdio de casa dels seus avis i descrivien una invasió alienígena a la ciutat en plena festa. La televisió pública va captar aquests informes com verídics, provocant pànic i una paranoia massiva.
L'any 2005 l'emissora xilena Rock&Pop va adaptar el radioteatre, durant tota una jornada de programació, amb motiu de l'estrena de la pel·lícula homònima durant aquest any.
Més tard, el 2013, amb motiu dels setenta-cinc anys de la històrica transmissió de «La guerra dels mons», Radio Bio-Bio a Xile, específicament a la cadena local de la ciutat de Valparaíso, va realitzar una adaptació del radioteatre, amb els permisos corresponents de la família del dramaturg Howard Koch, autor del guió original.

## Producció
«La guerra dels mons» era el 17è episodi de la sèrie radiofònica de la CBS, The Mercury Theatre on the Air, el qual va ser retransmès a les 8 pm del diumenge 30 d'octubre de 1938.:390, 394 La novel·la original d'H. G. Wells explica la història d'una invasió marciana a la Terra. La novel·la va ser adaptada a la ràdio per Howard Koch, qui va canviar l'enquadrament primari de l'Anglaterra del segle XIX als Estats Units contemporanis, amb el punt d'aterratge de la primera aeronau marciana canviat a Grover's Mill (Nova Jersey).

### Repartiment
El repartiment de personatges de «La guerra dels mons» es mostra en l'ordre d'aparició en l'emissió.
- Presentador … Dan Seymour[12]
- Narrador … Orson Welles
- Presentador del primer estudi … Paul Stewart
- Presentador de la Meridian Room … William Alland
- Carl Phillips, reporter … Frank Readick
- Richard Pierson, professor … Orson Welles
- Presentador del segon estudi … Carl Frank
- Mr. Wilmuth … Ray Collins
- Policia a la granja Wilmuth … Kenny Delmar
- Brigader General Montgomery Smith … Richard Wilson
- Harry McDonald, vicepresident al càrrec d'operacions radiofòniques … Ray Collins
- Capità Lansing del Cos de Senyals … Kenny Delmar
- Presentador del tercer estudi … Paul Stewart
- Secretari d'Interior … Kenny Delmar
- Agent de la 22a Artilleria de Camp … Richard Wilson
- Artiller de camp … William Alland
- Observador de l'Artilleria de Camp … Stefan Schnabel
- Lloctinent Voght, comandant de bombardeig … Howard Smith
- Bayonne, operador radiofònic … Kenny Delmar
- Langham, operador radiofònic de camp … Richard Wilson
- Newark, operador radiofònic … William Herz
- 2X2L operador radiofònic … Frank Readick
- 8X3R operador radiofònic … William Herz
- Presentador del quart estudi, des del sostre de l'edifici de Retransmissió … Ray Collins
- Feixista desconegut … Carl Frank
- Ell mateix … Orson Welles

## A la cultura popular
- La pel·lícula per a la televisió, The Night That Panicked America, es va emetre en la cadena ABC, un 31 de desembre de 1975. Explica, amb algunes llicències artístiques, la història de l'emissió de Welles de 1938 des d'un punt de vista documental, com es va crear l'emissió en directe i la reacció dels diferents oients.

- L'àlbum Jeff Wayne's Musical Version of The Warof the Worlds, llançat a la venda l'any 1978, adapta la història de La guerra dels mons i afegeix fragments i elements de la versió de Welles.

- El Halloween de 1994, la cadena de televisió CBS va estrenar el fals documental Sense advertiment. En aquest, una pel·lícula, amb el nom de Sense advertiment, es veu interrompuda en nombroses ocasions per les notícies fictícies de l'impacte de tres meteorits. L'estrena va provocar dotzenes de trucadas a l'emisora.[13]

- El 7 de setembre de 1996, l'anunci de la pel·lícula de ciència-ficció Independence Day a la cadena espanyola Telecinco  simulava ser un especial informatiu. Una locutora informava de l'aparició de gegantesques naus extraterrestres sobre diverses grans ciutats dels Estats Units, al costat d'espectaculars imatges. I encara que estava sobreactuat per a donar a entendre que era un anunci, molts televidents van cridar per a preguntar si eren fets reals.

## Repercussió social
Al llarg de la història s'ha estès el mite que, arran del programa, es va estendre el pànic i la gent va prendre mesures alarmistes, pensant que era una notícia real. S'han publicat notícies sobre reaccions desmesurades com avortaments involuntaris, naixements precoços, i fins i tot defuncions. És cert que va generar una gran commoció a l'audiència que no estava assabentada que es tractava d'una ficció, i això va provocar que hi haguessin múltiples queixes i demandes cap a Orson Welles i el seu programa, al·legant que se sentien enganyades i manipulades i pensaven que Welles havia emès aquell programa amb la intenció de generar aquella confusió.
A més a més, també existeix el factor de la premsa. L'endemà, els diaris van publicar articles sobre el "caos" que es va generar i els problemes que es van desencadenar. Tot i això, cal tenir en compte el següent:

### La importància de la ràdio[15]
Durant la Depressió, la ràdio va esdevenir una eina de difusió vital, fins a arribar a superar la premsa escrita en aportació d'ingressos publicitaris. És possible que els diaris veiessin en la situació que es va produir una oportunitat per desacreditar la ràdio i estendre un pensament més crític sobre ella. Mitjançant el descrèdit de la seva rigorositat periodística, atemptaven contra la concepció de les persones de la seva fiabilitat i creaven desconfiança.
Per tant, es creu que els reportatges sobre la repercussió social del programa radiofònic van ser, en realitat, un exemple de fake news en la història del periodisme.